# Échelle Newton

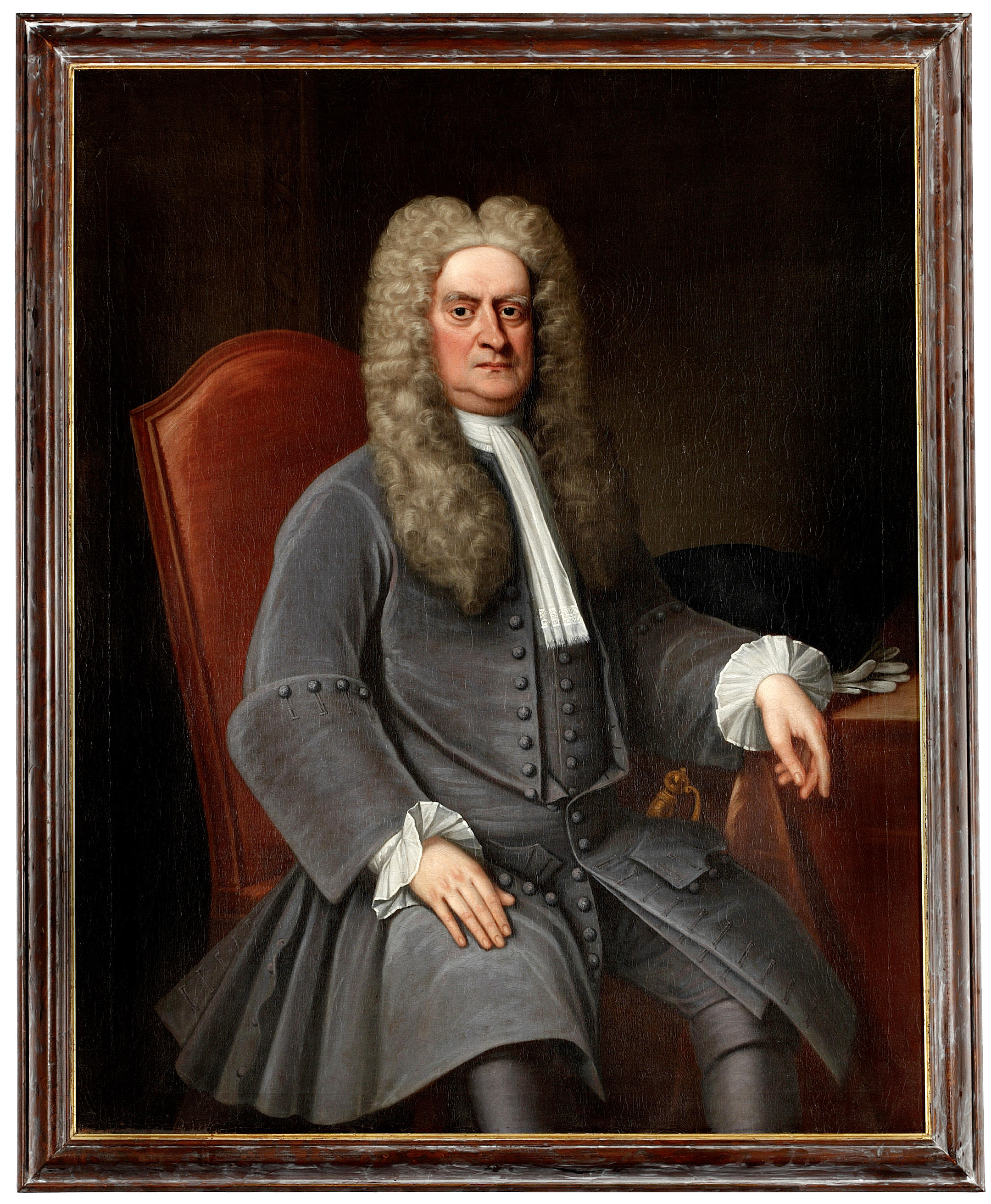
portrait de Isaac Newton

L’échelle Newton est une échelle de mesure de température, développée vers 1700 par le physicien anglais Isaac Newton.

## Définition
L’éponyme de l’échelle de Newton est Isaac Newton (1643-1727) qui l’a proposée en 1701,. Le point 12 est défini comme la température du corps humain ; le point 24, comme la fusion de la cire ; le point 48, comme la fusion d’un alliage d’étain et de bismuth ; le point 96, comme la fusion du plomb ; et le point 196, le maximum de l’échelle, comme la température d’une barre de fer chauffée au rouge.
Vers 1700, Newton se consacre au problème de la chaleur. Il élabore une première échelle de température qualitative, consistant en une vingtaine de points de référence allant de « l’air froid en hiver » jusqu’aux « charbons ardents du feu de cuisine ». Cette façon de faire étant grossière et problématique, Newton en devint vite insatisfait.
Sachant que la plupart des substances se dilatent en se réchauffant, Newton prit un contenant d'huile de lin et mesura son changement de volume en fonction de ses points de référence. Il constata qu'un litre d'huile de lin à la température de la neige fondante atteignait 1,0725 litre à la température de l'eau bouillante.
Au bout d'un certain temps, il définit « zéro degré de chaleur » comme correspondant à la neige fondante et « 33 degrés de chaleur » comme correspondant à l'eau bouillante. Il baptisa son instrument un « thermomètre ».
Ainsi, l'unité de cette échelle, le degré Newton, vaut 100/33 d'un kelvin (ou d'un degré Celsius) et dispose du même zéro que le degré Celsius.
Ce thermomètre ancien, fabriqué vers 1758 par George Adams, comporte quatre échelles de température en usage à l'époque : Newton, Delisle, Fahrenheit et Réaumur.

## Autres échelles
Différentes échelles sont utilisées pour mesurer la température : l’échelle Newton (établie vers 1700), Rømer (1701), Fahrenheit (1724), Réaumur (1731), Delisle (1738), centigrade (de Celsius) (1742), Rankine (1859), kelvin (1848), Leyden (ca. 1894 ?), Celsius (1948).
| Échelle → Température ↓                                                             | Kelvin          | Celsius       | Centigrade (historique) | Fahrenheit | Fahrenheit | Fahrenheit     | Rankine         | Delisle | Newton | Réaumur | Rømer   |
| Échelle → Température ↓                                                             | Kelvin          | Celsius       | Centigrade (historique) | originelle | historique | actuelle       | Rankine         | Delisle | Newton | Réaumur | Rømer   |
| ----------------------------------------------------------------------------------- | --------------- | ------------- | ----------------------- | ---------- | ---------- | -------------- | --------------- | ------- | ------ | ------- | ------- |
| Zéro absolu                                                                         | 0               | −273,15       | −273,197                |            |            | −459,67        | 0               | 559,725 | −90,14 | −218,52 | −135,90 |
| Plus basse température naturelle relevée à la surface de la Terre par télédétection | 180,0           | −93,2         |                         |            |            | −135,8         | 323,9           | 289,8   | −30,8  | −74,6   | −41,4   |
| Mélange eau/sel de Fahrenheit                                                       |                 |               |                         | 0          |            |                |                 |         |        |         |         |
| Origine de l'échelle Celsius moderne                                                | 273,15          | 0             |                         |            |            | 32             | 491,67          | 150     | 0      | 0       | 7,5     |
| Point de fusion de l'eau (à pression atmosphérique)                                 | 273,150 089(10) | 0,000 089(10) | 0                       | 32         | 32         | 32,000 160(18) | 491,670 160(18) | ≈ 150   | ≈ 0    | ≈ 0     | ≈ 7,5   |
| Point triple de l'eau                                                               | 273,160 0(1)    | 0,010 0(1)    |                         |            |            | 32,018 0(18)   |                 |         |        |         |         |
| Température moyenne à la surface de la Terre                                        | 288             | 15            |                         |            |            | 59             | 518,67          | 127,5   | 4,95   | 12      | 15,375  |
| Température moyenne du corps humain                                                 | 309,95          | 36,8          |                         |            |            | 98,24          | 557,91          | 94,8    | 12,144 | 29,44   | 26,82   |
| Plus haute température naturelle enregistrée à la surface de la Terre               | 329,8           | 56,7          |                         |            |            | 134            | 593,67          | 67,5    | 18,7   | 45,3    | 33,94   |
| Point d'ébullition de l'eau (à pression atmosphérique)                              | 373,133 9       | 99,983 9      | 100                     | ≈ 212      | 212        | 211,971        | 671,641         | 0       | 33     | 80      | 60      |
| Point de fusion du titane                                                           | 1 941           | 1 668         |                         |            |            | 3 034          | 3 494           | −2 352  | 550    | 1 334   | 883     |
| Température estimée de la surface du Soleil                                         | 5 800           | 5 526         |                         |            |            | 9 980          | 10 440          | −8 140  | 1 823  | 4 421   | 2 909   |
| 1. 2. 3. 4.                                                                         |                 |               |                         |            |            |                |                 |         |        |         |         |

### Article original
- [Newton 1701] (la) Isaac Newton, « Scala graduum caloris : calorum descriptiones & signa », Philosophical Transactions of the Royal Society, vol. 22,‎ 1701, p. 824-829 (OCLC 5555845620, JSTOR 102813, Bibcode 1700RSPT...22..824).